# 深芳野 (斎藤道三側室)
深芳野（みよしの、生没年不詳）は、戦国時代の女性。美濃国の戦国大名・斎藤道三の側室。斎藤義龍の生母。

## 生涯
『美濃国諸旧記』では深芳野、「美濃国諸家系譜」所収「斎藤道三系図」では美吉野、『濃陽諸士伝記』では三芳野、『土岐斎藤軍記』では三芳、『土岐累代記』では三芳の方という名で現れる。
上掲文献や『美濃明細記』によれば、元は土岐頼芸の妾だったが、家臣の斎藤道三に与えられたとされる。その時点で深芳野は懐妊しており、道三のもとで出産した子が義龍であるという。
『美濃国諸旧記』では大永6年（1526年）12月に道三に与えられた後、翌大永7年6月10日に義龍を産んだとされている。
出自について言及するものは少ないが、「美濃国諸家系譜」所収「斎藤道三系図」は稲葉通則の娘で良通の姉とし、『土岐累代記』は丹後国宮津の城主一色左京大夫の娘とする。
これらの文献は道三が義龍よりも実子である弟たちをかわいがり、それに加えて実父が頼芸であることを知った義龍が父の敵である道三を討ったと説明する。
しかし太田牛一『信長公記』『大かうさまくんきのうち』、小瀬甫庵『信長記』、山鹿素行『武家事紀』といった早い時代に成立した文献には、深芳野の存在も、義龍が道三の実子ではないという記述も見えない。深芳野という人物像や義龍の実父が頼芸であるという話は、義龍が父道三を討ったという結果から、その理由を説明するために江戸時代中期以降に創作されたものと言うべきである。

## 関連作品
- NHK大河ドラマ『国盗り物語』　演：三田佳子
- テレビ朝日新春大型5時間時代劇スペシャル『戦国乱世の暴れん坊 齋藤道三 怒涛の天下取り』　演：秋吉久美子
- 新春ワイド時代劇『国盗り物語』　演：鈴木杏樹
- NHK大河ドラマ『麒麟がくる』 演：南果歩